# La Promesse (film, 1996)
Pour les articles homonymes, voir La Promesse.
Pour plus de détails, voir Fiche technique et Distribution.
La Promesse est un film belge réalisé par les frères Jean-Pierre et Luc Dardenne et sorti en 1996. 

## Synopsis
Dans la ville industrielle de Seraing, près de Liège, sur les berges de la Meuse en Belgique.
Igor, 15 ans passionné de karting, trempe innocemment dans les combines de son père Roger, qui exploite de la main d'œuvre émigrée. Jusqu'au jour où un travailleur africain fait une chute et fait promettre à Igor de s'occuper de sa famille, avant de mourir. Commence alors pour ce dernier le lent éveil à la conscience morale. Mais pourra-t-il trahir son père ?

## Fiche technique
- Titre : La Promesse
- Réalisation : Jean-Pierre et Luc Dardenne
- Scénario : Jean-Pierre et Luc Dardenne, Léon Michaux et Alphonse Badolo
- Image : Alain Marcoen
- Son : Jean-Pierre Duret
- Montage : Marie-Hélène Dozo
- Musique : Jean-Marie Billy
- Directrice de production : Véronique Marit
- Producteur délégué : Les Films du Fleuve
- Production : Les Films du Fleuve, Touza Production, Samsa Films, Touza films et la RTBF avec l'aide du Fonds Eurimages du Conseil de l'Europe, de Canal+ France, du Centre national de la cinématographie, d'ACCT et de la Communauté française de Belgique.
- Dates de sortie : 
  -  Canada : 7 septembre 1996 (Festival international du film de Toronto)
  - 16 octobre 1996

## Distribution
- Jérémie Renier : Igor
- Olivier Gourmet : Roger
- Assita Ouedraogo : Assita
- Jean-Michel Balthazar : un inspecteur du travail
- Frédéric Bodson : le patron du garage
- Katarzyna Chrzanowska :
- Florian Delain : Riri
- Hachemi Haddad : Nabil
- Alain Holtgen : le postier
- Geneviève Joly-Provost : Geneviève
- Sophia Leboutte :
- Rasmané Ouédraogo : Amidou
- Norbert Rutili :

## Lieux de tournage
Parmi les lieux de tournage dans la région de Liège, on reconnait notamment les tours de la cité de Droixhe et la nationale 90 au niveau du quai d'Ougrée.

## Influences
Lors de la rédaction de la première version du scénario, Luc Dardenne se réfère à l'épisode d'Abraham et Isaac dans la Bible et s'interroge sur le thème de l'innocence de l'enfant.
Plus loin, il évoquera d'autres sources d'inspiration : Ordet de Dreyer (« créer le resserrement autour du noyau, autour de la scène qui progressivement devient inévitable »), Jean Renoir (« continuer dans cette voie. Ne point tant encadrer l'image que cacher ses alentours »), Emmanuel Levinas (« le film doit beaucoup à la lecture de ses livres. Son interprétation du face à face, du visage comme premier discours »).
Allemagne année zéro de Roberto Rosselini est cité comme la référence absolue, le « modèle » .

## Récompenses
Parmi les nombreuses récompenses remportées par La Promesse, citons le Prix du Public décerné à Luc et Jean-Pierre Dardenne, ainsi que le Bayard d'Or du meilleur film et celui du meilleur acteur (Olivier Gourmet) lors du Festival international du film francophone de Namur en 1996, le Prix Joseph-Plateau de la meilleure actrice (Sophie Leboutte), le prix André-Cavens pour le meilleur film belge, le Prix Humanum 1996 de Union de la presse cinématographique belge, des meilleurs réalisateurs, du meilleur film belge et du plus grand succès obtenu au Festival international du film de Flandre en 1997, et le Prix du meilleur film étranger délivré par l'Association des Critiques de Film de Los Angeles la même année. Le film a, en outre, été présenté à la Quinzaine des réalisateurs lors du Festival de Cannes 1996. Il a été nommé au Grand prix de l'Union de la critique de cinéma (récompense gagnée par Au loin s'en vont les nuages).

## Commentaires
Mécontents de leur expérience précédente sur le film Je pense à vous, Jean-Pierre et Luc Dardenne ont profité de La Promesse pour mettre au point ce qui deviendra leur méthode de travail : petit budget, équipe réduite. Les problèmes de subvention de la Communauté française de Belgique les ont forcés à repousser le tournage d'un an, de l'hiver 1994 à novembre-décembre 1995.
Comme pour leurs films suivants, le caractère très réaliste du film évoque le passé de documentaristes des réalisateurs. Dans son journal de bord Luc Dardenne indique : « La caméra cherche à suivre, n'attend pas, ne sait pas ». Toutefois Jean-Marc Lalanne voit aussi dans La Promesse « un grand film de fiction avec un récit haletant » et souligne les effets de suspense des premières séquences, où Igor et son père Roger affrontent problème après problème et improvisent des solutions.
Outre les réalisateurs des films Rosetta (Palme d'or du festival de Cannes 1999) et L'Enfant (Palme d'or du festival de Cannes 2005), ce film fit également découvrir les acteurs Olivier Gourmet (prix d'interprétation masculine au Festival de Cannes 2002 dans Le Fils) et Jérémie Renier (rôle principal du film L'Enfant).